# Гинухский язык
Гинухский язык (самоназв. гьинуз(з)ас мец) — язык гинухцев. Принадлежит к цезской ветви нахско-дагестанской семьи языков.
На гинухском говорит, по разным оценкам, 540—600 человек, в основном в селе Генух Цунтинского района Дагестана, а также в других районах республики, в том числе в Махачкале. Около 100 человек из них живут в селе Новомонастырское около города Кизляр на севере Дагестана. По данным переписи 2002 года, количество носителей гинухского в России достигало 522 человек. Количество говорящих в 1950—1960-х годах оценивалось в 200 человек.

## Этимология
Название «гинухский», название деревни Генух и название народа гинухцев происходят от слова hune «путь». «Генух» можно перевести как «по пути».

## Генеалогическая информация
Гинухский принадлежит к западноцезской подветви цезской ветви нахско-дагестанской языковой семьи.
Гинухский долгое время считался диалектом цезского языка, поэтому он мало изучен и записанные тексты на нём практически отсутствуют, за исключением нескольких текстов в личных архивах исследователей. Первым человеком, который предоставил некоторые определённые сведения о гинухском языке и гинухцах был А. К. Сержпутовский. Гинухский язык стал объектом более подробного лингвистического изучения после 1905 года, по нему написаны работы Е. А. Бокарева, Э. А. Ломтадзе, Дианы Форкер (автор первой грамматики гинухского).

## Ареальная информация
На гинухском говорит, по разным оценкам, 540—600 человек в нескольких районах в республике Дагестан: в основном в селе Генух Цунтинского района Дагестана, а также в других районах республики: Кизилъюртвоском, Кизлярском (около 100 человек живут в селе Новомонастырское около города Кизляр на севере Дагестана). По данным переписи 2002 года, количество носителей гинухского в России достигало 522 человек. Количество говорящих в 1950—1960-х годах оценивалось в 200 человек. В 1870-х большая часть носителей переселилась в Турцию и Иран.
На западе село Гинух граничит с цезским поселением, на юге — с Грузией.

## Социолингвистическая информация
Число носителей гинухского языка на данный момент, по примерным оценкам, составляет чуть больше 600 носителей.  Гинухский — первый язык, который усваивают гинухские дети. Все носители гинухского старше 6 лет очень хорошо владеют русским, так как обучение в школах ведется только на нем. В качестве «родного языка» преподается аварский. Молодые носители знают аварский в целом хуже, чем пожилые, так как пожилые учили его и активно пользовались им во времена, когда аварский был одним из лингва франка Дагестана.
Гинухский — бесписьменный, разговорный язык. Он используется в быту и в дошкольных учреждениях, на гинухском исполняются некоторые песни и обряды. Литература практически отсутствует, за исключением нескольких сборников стихотворений Наби Исаева. В законодательстве, СМИ и культуре вместо гинухского используются русский и аварский языки. Знание аварского алфавита помогает гинухцам использовать его для записи бытовых текстов на своём языке.

## Письменность
Как и говорилось ранее, язык бесписьменный, однако в гинухско-русском словаре был создан следующий прототип алфавита:
А а, А̄ а̄, Аӏ аӏ, Б б, В в, Г г, Гъ гъ, Гь гь, Гӏ гӏ, Д д, Е е, Ē ē, Еӏ еӏ, Ж ж, З з, И и, Ӥ ӥ, Ӥ̄ ӥ̄, Й й, К к, Къ къ, Кь кь, Кӏ кӏ, Л л, Лъ лъ, Лӏ лӏ, М м, Н н, О о, Ō ō, П п, Пӏ пӏ, Р р, С с, Т т, Тӏ тӏ, У у, Ӯ ӯ, Х х, Хъ хъ, Хӏ хӏ, Ц ц, Цӏ цӏ, Ч ч, Чӏ чӏ, Ш ш, Э э, Ъ ъ.

## Типологическая характеристика
Типологически гинухский особенно близок цезскому языку, с которым он образует отдельную генетическую ветвь цезской подгруппы.

### Тип (степень свободы) выражения грамматических значений
Преобладает синтетизм (грамматические значения выражаются внутри слова).
| ɣʷad-za-qo                         | yaħ           | b-uw-ayaz   | k’ʷezi  | b-iq-iš-me         |
| crow.OBL-OBL.PL-AT                 | patience(III) | III-do-PURP | be.able | III-happen-PST-NEG |
| «Вороны не могли быть спокойными.» |               |             |         |                    |

| hezzo                                            | moƛa-ɬ         | hayɬu-qo-r     | ɤʷere    | b-aƛ’i-n       |
| then                                             | sleep.OBL-CONT | she.OBL-AT-LAT | cow(III) | III-talk-UWPST |
| «Потом во время сна корова разговаривала с ней.» |                |                |          |                |

### Характер границы между морфемами
Агглютинация (то есть соединение морфем с «прозрачными» швами, без существенных чередований).
| «zek                                           | de | haze-z       | y-ike-me»=ƛen   | eƛi-yo  |
| tomorrow                                       | I  | they.OBL-DAT | II-see-NEG=QUOT | say-PRS |
| «Они не увидят меня завтра», — говорит (она)." |    |              |                 |         |

Но встречаются и элементы фузии в семантическом аспекте (то же, что кумуляция; см. в следующем подразделе о синкретизме в гинухском языке).

### Локус маркирования

#### В посессивной именной группе
Зависимостное маркирование.
Чаще всего посессивная именная группа оформляется в гинухском языке генитивом. Как и во многих цезских языках, в гинухском для генитивной конструкции существует два падежа. Если главное существительное стоит в абсолютиве, то зависимое существительное принимает первый генитив (показатель -s), а при главном существительном в косвенном падеже — второй (показатель -zo).
Иногда такая корреляция рассматривается как пример «нагромождения падежей» , несмотря на то, что падеж вершины не буквально переносится на зависимое, а лишь наблюдается четкое противопоставление между прямой и косвенной основами генитива.
В гинухском языке наблюдается синкретизм: омонимия показателей генитива и аблатива (хотя такое явление можно рассматривать как выражение одной морфемой нескольких грамматических значений) . Такая особенность не очень широко распространена в целом типологически, но наблюдается, помимо гинухского, в некоторых восточно-цезских языках.
| obu-s       | buƛe  |
| father-GEN1 | house |
| «дом отца»  |       |

| obu-zo        | beƛe:    |
| father-GEN2   | house.IN |
| «в доме отца» |          |

Пример посессивной конструкции с местоимением:
| hayɬo-s          | č’ek’k’u | k’it’ri-be  |
| he.OBL-GEN1      | all      | cucumber-PL |
| «все его огурцы» |          |             |

Если при генитивной конструкции стоит определение, возможны разные трактовки: определение можно отнести к существительному в генитиве или к вершине:
| č’ek’k’u                                       | aƛ-a-za-s               | kedbi   |
| all                                            | village-OBL-OBL.PL-GEN1 | girl.PL |
| «девушки всех деревень»/«все девушки деревень» |                         |         |

Основная функция двух генитивных падежей — различение отчуждаемой и неотчуждаемой принадлежности. Если принадлежность отчуждаемая, они могут встречаться в атрибутивной функции в именной группе:
| sira                                        | me     | Ø-iƛ’i-yo | gom    | obu-zo      | sud-a-ƛ’o-r?      |
| why                                         | you.SG | I-go-ICVB | be.NEG | father-GEN2 | grave-OBL-SPR-LAT |
| «Почему ты (муж.) не идешь на могилу отца?» |        |           |        |             |                   |

И в предикативной функции (подробнее см. следующий пункт):
| debe                | xexbe    | goɬ=e? |
| you.SG.GEN1         | children | be=Q   |
| «У тебя есть дети?» |          |        |

Если принадлежность отчуждаемая (временная), то она выражается локативным маркером:
| hayɬo-s                    | tarix=no    | gom    | elu-qo    |
| he.OBL-GEN1                | history=and | be.NEG | we.OBL-AT |
| «И у нас нет его истории.» |             |        |           |

#### В предикации
Зависимостное маркирование.
В гинухском показатель существительного чаще всего зависит от его семантической роли. Глагол не выражает лицо, некоторые классы глаголов согласуются с подлежащим по классу существительного.
В одноместной предикации подлежащее часто может не иметь специального показателя:
| de                           | c’udaki-ya-ɬ       | hezzo | Ø-iƛ’i-š |
| I                            | raspberry-OBL-CONT | after | I-go-PST |
| «Я (муж.) пошел за малиной.» |                    |       |          |

В двухместной предикации агенс при переходном глаголе выражается эргативным падежом:
| Šamil-i                           | q’ono | zok’i | ʡaraq’a-s      | ga:-s     |
| Šamil-ERG                         | two   | cup   | vodka.OBL-GEN1 | drink-PST |
| «Шамиль выпил два стакана водки.» |       |       |                |           |

Единственный аргумент при непереходном глаголе выражается абсолютивом, тот же падеж и маркер используется для пациенса переходного глагола:
| uži                             | ked-ň’o-r    | Ø-eze-s    |
| boy(I)                          | girl-SPR-LAT | I-look-PST |
| «Мальчик посмотрел на девочку.» |              |            |

| hayɬu-y             | b-ux-no       | k’et’u   |
| she.OBL-ERG         | III-buy-UWPST | cat(III) |
| «Она купила кошку.» |               |          |

Роль экспериенцера выражается дативом (гинухский — единственный дагестанский язык, в котором датив не выражает ни одного пространственного значения ):
| se                             | r-aši-i  | obu-zo      | sud-a-ƛ’o     | debez?     |
| what                           | V-find-Q | father-GEN2 | grave-OBL-SPR | you.SG.DAT |
| «Что ты нашел на могиле отца?» |          |             |               |            |

Трехместная предикация (например, с третьим участником с семантической ролью инструмента):
| essu-y                                     | haɬu     | gulu-d    | b-eƛe-s        | moči       |
| brother-ERG                                | this.OBL | horse-INS | III-plough-PST | field(III) |
| «Брат вспахал поле с помощью этой лошади.» |          |           |                |            |

### Тип ролевой кодировки
Эргативный (то есть направленный на различение агенса переходного глагола и абсолютива).Непереходная клауза с агенсом:
| hawsaʡat                   | hago | Ø-oƛo  | k’oƛ-o  |
| now                        | he   | I-fast | run-PRS |
| «Теперь он бегает быстро.» |      |        |         |

Непереходная клауза с пациенсом:
| hago                 | di-ƛ’o-r      | bixaraw | goɬ |
| he                   | I.OBL-SPR-LAT | angry   | be  |
| «Он злится на меня.» |               |         |     |

Клауза с переходным глаголом и двумя актантами:
| hoboži                       | hayɬo    | obu-y      | hagze-z      | hozu       | buƛe=n    |
| now                          | that.OBL | father-ERG | they.OBL-DAT | separately | house=and |
| «Отец дал им отдельный дом.» |          |            |              |            |           |

### Базовый порядок слов
SOV (хотя возможны вариации: см. ниже)
Подлежащее обычно занимает препозицию относительно сказуемого, хотя инверсия встречается (например, в начале сказок). Прямое дополнение обычно занимает позицию перед сказуемым после подлежащего. Место косвенного дополнения четко не закреплено: оно может также занимать позицию перед подлежащим или после сказуемого.
В целом порядок слов относительно свободный, и возможны разные комбинации субъекта, объекта и предиката. В переходных клаузах реже всего встречается порядок VOS, но и он возможен. В непереходных клаузах субъект чаще предшествует глаголу.
Все возможные порядки слов:
SOV
| ked-i                       | magalu     | b-u:-s     |
| girl-ERG                    | bread(III) | III-do-PST |
| «Девушка приготовила хлеб.» |            |            |

SVO
kedi bu: s magalu
OVS
magalu bu: s kedi
OSV
magalu kedi bu: s
VSO
bu: s kedi magalu
VOS
bu: s magalu kedi

Обстоятельства, особенно временные, тяготеют к началу предложения, а обстоятельства места и образа действия могут также встречаться между S и O или между O и V:
| seda                             | zaman-a-ɬ     | haɬo-z     | kezi.y.iq-no  | hes | ked      |
| one.OBL                          | time-OBL-CONT | he.OBL-DAT | meet.II-UWPST | one | girl(II) |
| «Однажды он повстречал девушку.» |               |            |               |     |          |

При подчинении в зависимой клаузе глагол обязательно ставится в конец (за исключением редких случаев, когда такой позицией специально подчеркивается обстоятельство или дополнение):
| [q’ wena                                                                              | ƛ’ere-r | gulu  | k’oƛ-er-ho     | goɬa]   | rek’u-z     | di     | ked-bi      | r-iq-a         | goɬ |
| two.OBL                                                                               | up-LAT  | horse | jump-CAUS-ICVB | be.PTCP | man.OBL-DAT | I.GEN1 | daughter-PL | HPL-happen-INF | be  |
| «Моя дочь будет для того мужчины, который заставит лошадь запрыгнуть на второй этаж.» |         |       |                |         |             |        |             |                |     |

## Языковые особенности

### Фонология
Кроме основных гласных i, u, e, o, a (долгие варианты простых гласных представлены во всех цезских языках, кроме гинухского, в нём долгих гласных нет) и дифтонгов (uy, ay, oy, ey, aw, ow) встречается лабиализованная гласная /ü/, но только в старшей норме гинухского языка. Молодое поколение носителей уже не признает этот звук фонемой. Также встречаются фарингализованные гласные (чаще всего в начале слова), возможно, под влиянием цезского. 

### Морфология
В гинухском языке используется двадцатеричная система счисления. 
Эргатив в гинухском, в отличие от цезского и хваршинского, образуется от косвенной основы с помощью особых аффиксов. В личных местоимениях (де «я», ме «ты», эли «мы», межи «вы») именительный падеж совпадает с эргативным.
Прошедших времен в гинухском языке два, и их главное отличие состоит в том или ином выраженном значении категории эвиденциальности, то есть в том, был говорящий непосредственным свидетелем события или нет.
В гинухском очень развитая система падежей: помимо 6 грамматических засвидетельствовано 35 пространственных падежей. Они делятся на две подсистемы: ориентирование и местоположение.
| Падеж\Серия                         | Серия на долгий гласный (ā, ū, ē) —обозначает нахождение в ограниченном вместилище | Серия на кьо — на горизонтальной поверхности     | Серия на хъо — на вертикальной поверхности или принадлежность | Серия на гьо — вблизи, около         | Серия на лъ — в сплошной массе, в среде | Серия на лI — под чем-либо            | Серия на дē — около чего-либо, с кем-либо   |
| ----------------------------------- | ---------------------------------------------------------------------------------- | ------------------------------------------------ | ------------------------------------------------------------- | ------------------------------------ | --------------------------------------- | ------------------------------------- | ------------------------------------------- |
| Эссив («где?»)                      | чехъū «в лесу»                                                                     | истоликьо «на столе»                             | хъошухъо «на стене»                                           | истолигьо «около стола»              | лъейлъ «в воде»                         | истолилI «под столом»                 | гъалмалигъидē «около товарища, с товарищем» |
| Аблатив («откуда?»)                 | чехъūш «из лесу»                                                                   | истоликьос «со стола»                            | хъошухъос «со стены»                                          | истолигьос «от стола»                | лъейлъсо «из воды»                      | истолилIес «из-под стола»             | гъалмагълидес «от товарища»                 |
| Латив («куда?»)                     | чехъūр «в лес»                                                                     | истоликьор «на стол»                             | хъошухъор «на стену»                                          | истолигьор «к столу»                 | лъейлъер «в воду»                       | истолилIер «под стол»                 | ажейдер «к дереву»                          |
| Директив («по направлению к чему?») | чехъидō «по направлению к лесу»                                                    | истоликьодō «по направлению к поверхности стола» | хъошухъодō «по направлению к стене»                           | истолигьодō «по направлению к столу» | лъейлъедō «по направлению к воде»       | истолилIедō «по направлению под стол» | ажейдедō «по направлению к дереву»          |

Данные взяты из [Языки народов СССР, 1967].

### Другое
Большинство гинухских слов исконные, существительные делятся на 4 класса: I — мужчины, II — женщины, III — животные, насекомые, IV — неодушевленные слова и отвлеченные понятия.  Иногда выделяется немногочисленный пятый класс. У прилагательных гинухского языка нет формальных морфологических показателей.
Гинухский подвергается большому влиянию соседнего цезского языка. Это проявляется, в частности, во влиянии произношения цезского языка на младшую норму гинухского (например, потеря лабиализации в начале некоторых слов ).
Графических особенностей не наблюдается, так как язык бесписьменный (как и все цезские). Некоторые примеры из корпуса гинухских текстов записаны исследователями латиницей (Форкер, Ломтадзе), некоторые — кириллицей (Бокарев).

## Список сокращений
I — первый класс существительного
II — второй класс существительного
III — третий класс существительного
SG — единственное число
PL — множественное число
HPL — множественное число (о людях)
ERG — эргатив
GEN1 — первый генитив
GEN2 — второй генитив
DAT — датив
SPR — локатив «на чем-то»
IN — локатив «в чём-то»
AT — локатив «около чего-то»
CONT — локатив, выражающий соприкосновение
Q — вопросительный маркер
and — сочинение
CAUS — каузатив
PRS — настоящее время
PST — прошедшее время
HAB — хабитуальное причастие
ICVB — имперфектный конверб (нефинитная глагольная форма, находящаяся в подчинении; термин актуален для кавказских языков)
UWPST — «прошедшее заглазное» , служит для обозначения прошедших событий, свидетелем которого говорящий не был.
OBL — косвенная основа
LA — маркер согласования
T — семантическая роль «Тема»
NEG — отрицание
PTCP — причастие
S — субъект
O — объект
V — глагол
QUOT — клитика для введения прямой речи
[] — выделение подчиненной клаузы